# Rem Fowler
Harry Rembrandt "Rem" Fowler (1883 - Birmingham, 1963) was een Britse motorcoureur die bekend werd door de allereerste TT van Man in de tweecilinderklasse te winnen.

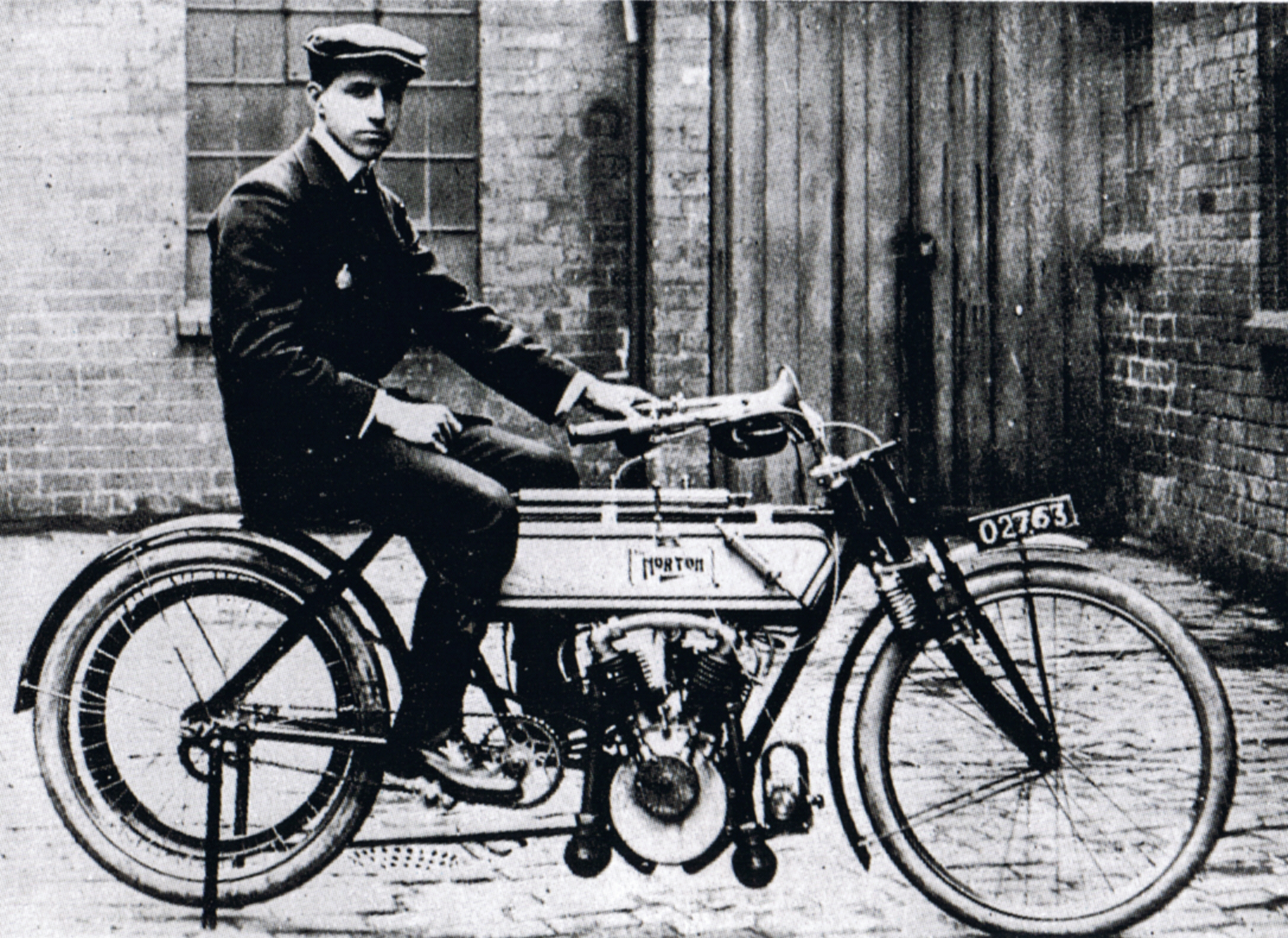
Rem Fowler met de Norton-Peugeot uit 1907

Rem Fowler was een werktuigmaker die tussen 1903 en 1923 trials (betrouwbaarheidsritten) voor de merken Ariel, New Hudson en Rex reed. In 1907 nam hij met een 5 pk Norton-Peugeot V-twin deel aan de eerste Tourist Trophy op de St John's Short Course op het Eiland Man, die hij won. In die tijd bestond de klasse-indeling van de TT nog uit de één- en de tweecilinderklasse, waarbij de tweecilinders nog langzamer en minder betrouwbaar waren dan de eencilinders. De 25 km lange "Short Course" werd gebruikt omdat al in 1905 gebleken was dat de motorfietsen te zwak waren om de heuvels van de 84 km lange Highroads Course te beklimmen. In 1908 viel hij bij de TT uit. In 1909 en 1910 werd hij met een Rex zestiende. Tijdens de Eerste Wereldoorlog kalibreerde hij vizieren en maakte hij gereedschappen voor de vliegtuigindustrie. Na de oorlog was hij een regelmatig bezoeker van de TT van Man en in 1957, bij het gouden jubileum van de TT, kreeg hij een gouden medaille samen met Jack Marshall, die in 1907 tweede was geworden in de eencilinderklasse.

## Isle of Man TT resultaten
| Jaar | Klasse                   | Team   | Motorfiets           | Plaats | Winnaar                         |
| ---- | ------------------------ | ------ | -------------------- | ------ | ------------------------------- |
| 1907 | Twin Cylinder TT         | Norton | Norton-Peugeot       | 1e     | Rem Fowler, Norton-Peugeot      |
| 1908 | Twin Cylinder TT         | Norton | Norton-Peugeot       | DNF    | Harry Reed, DOT-Peugeot         |
| 1909 | 500 Single & 750 Twin TT | Rex    | Rex 5 HP             | 16e    | Harry Collier, Matchless 5 HP   |
| 1910 | 500 Single & 750 Twin TT | Rex    | Rex 4 HP             | 16e    | Charlie Collier, Matchless 5 HP |
| 1911 | Junior TT                | Privé  | New Hudson-JAP 2¾ HP | 19e    | Percy Evans, Humber 2¾ HP       |
| 1911 | Senior TT                | Privé  | Ariel 3½ HP          | DNF    | Oliver Godfrey, Indian 3¾ HP    |